# キャプテンウルトラ
『宇宙特撮シリーズ キャプテンウルトラ』（うちゅうとくさつシリーズ キャプテンウルトラ）は、1967年（昭和42年）4月16日から9月24日まで、TBS系列で毎週日曜19:00 - 19:30（JST、タケダアワー枠）に全24話が放送された、TBS・東映東京制作所制作の特撮テレビドラマとその主人公の名前。

## 概要
TBSによる「ウルトラシリーズ」第3弾であると同時に、東映が「宇宙特撮シリーズ」として制作し、同社のTBS進出第1作となった、国産初の本格スペースオペラ作品である。本作品の企画のきっかけは、東映の渡邊亮徳がS-Fマガジンで小説『キャプテン・フューチャー』の記事を読んだことであり、タイトルも同作品に由来している。
1966年初頭からTBSのタケダアワーで放映開始された、円谷特技プロダクション制作の「空想特撮シリーズ」である『ウルトラQ』と『ウルトラマン』はいずれも高視聴率を獲得し、日本全国に爆発的な怪獣ブームを巻き起こした。一方で、円谷特技プロ側では『ウルトラマン』の制作が次第に追いつかなくなり、やむなく放送打ち切りを余儀なくされる。この放送枠を単独提供していた武田薬品工業およびTBSは、ウルトラシリーズの続行を熱望した。
これに対し、前年から本格的にテレビ特撮番組への参入を目論んでいた東映側では、資本提携下にあるNET（現：テレビ朝日）以外の局での番組枠獲得が、社長の大川博から厳命されていた。これを受け、渡邊とプロデューサーの植田泰治によって「円谷特撮と東映特撮の違い」という企画論文が起こされ、これを番組仮名『宇宙大戦争』とし、TBSに持ち込んでの積極的なセールスが行われた。これを受けてTBSは、円谷特技プロの次回作準備が整うまでの半年間の契約で、新番組の制作を東映に依頼する。こうして本作品は、TBSで「ウルトラシリーズ第3弾」として放送されることとなった。作品のコンセプトは、『ウルトラマン』の後続企画『ウルトラ警備隊』から引き継がれている。
平山によれば、東映東京撮影所テレビ部による初のカラー特撮番組の制作でもあり、スタッフは大変な意欲をもって制作に当たったという。TBSから支給された予算は、『ウルトラマン』と同額の1クール13本につき7000万円。しかし、宇宙を舞台にしたことから野外ロケができず、毎回の惑星セットは大泉撮影所のスタジオをすべて確保して組まれていた。そのため、制作費は予算を大きく超えたという。
放映中の雑誌掲載権は小学館が獲得し、『週刊少年サンデー』などで漫画版が連載されるなど、同社の子ども向け雑誌で盛んに記事が掲載された。同社の月刊児童誌でキャラクター人気投票が行われ、キケロ星人ジョーは子供たちに不人気との統計が出たため、2クール目での設定変更を機に降板となった。
番組フォーマットは前作の『ウルトラマン』と同様、タケダアワーのOP→タイトル画面→CM→OPテーマ→本編（途中でCMを挟まずラストまで放送）の順番で放送された。
しかし、ウルトラマンとの作風の違いや落差の大きさから、当時小学生だった視聴者からは「（第1話の）翌日はクラスが静まり返っていた」（東野圭吾）、「子供心に白けていた」（山本弘）などと述懐されている。
もっとも、1967年7月には松屋デパートで「ウルトラシリーズ第3弾・『キャプテンウルトラ』の怪獣七夕祭り」がTBSの主催によって開催され、怪獣の展示に合わせて出演者のトークショーが行われた際、当時の新聞は「アカネ隊員役の城野ゆきが子供たちに大人気で、ステージから引っ張り降ろされる騒ぎ」とその盛況ぶりを伝えている。

## ストーリー
舞台は21世紀後半。宇宙開発計画の発達によって地球は「宇宙開拓時代」を迎えた。しかし宇宙に進出した人類を待ち受ける未知の危険は絶えなかった。そこで宇宙ステーション「シルバースター」所属の宇宙警察パトロール隊が編成された。ひとたび特殊銃で救援信号があると、隊員・本郷武彦ことキャプテンウルトラは、キケロ星人のジョー、万能ロボットのハックと共に、宇宙船シュピーゲル号を駆ってバンデル星人や様々な怪獣たちと戦い続ける。
前半12話は「バンデル星人編」と銘打たれ、太陽系への移住をもくろむ宇宙人・バンデル星人との戦いを中心に展開した。登場する怪獣は3体のみ。第13話から路線の修正が行なわれ、「怪獣ぞくぞくシリーズ」がスタート。キャプテンたちが毎回登場する新怪獣と、これらの引き起こす怪現象に立ち向かうストーリー展開になった。
キケロ星人ジョーは第12話で功を労われた上で宇宙船を与えられ、故郷の星へ帰った。第13話以後はアカネ隊員がシュピーゲル号に搭乗し、共に戦うようになった（14話では搭乗していない）。これに伴い、番組冒頭のナレーションとともに、主題歌が「キャプテンウルトラ」から「宇宙マーチ」に変更されている。

## 特撮・キャラクター
シュピーゲル号のデザインは「特撮研究所」側で日大の学生らによって起こされ、撮影用のミニチュア模型は、郡司模型製作所によって製作された。3機に分離・合体するシュピーゲル号は、「合体メカ」の嚆矢でもある。特撮監督の矢島信男によると、この「分離・合体」の描写は、吊り下げた三つの機体を分離させるタイミングが難しく、数日間徹夜の撮影が続いたという。
湯浅憲明によると当時、登戸にオプチカル・プリンター（フィルム光学合成機器）の自家製海賊版を製作した会社があり、「大映のガメラシリーズの特撮に使わないか」と誘われたという。しかしスタジオが安普請のため、自動車が外を走るたびに合成画面に揺れが伝わる状態だった。このため湯浅は断ったが、この海賊版オプチカル・プリンターは本作品で使われることとなった。実際に、劇中の合成画面は揺れが入ったものが多い。

## 主要登場人物
キャプテンウルトラ
本作品の主人公。本名・本郷武彦。25歳。少年宇宙学校パイオニアスクールの教官で、優れた頭脳と鍛えられた体を持つ。柔道6段、空手5段。
武器はミサイルも装着可能なウルトラレーザーガンと、短剣の宇宙剣。レーザーガンのケースはレンジャーケースと呼ばれ、物体透視スコープやワイヤー射出機能を持つ。背中にジェット噴射装置を背負って飛行する。12話からはヘルメット上部から放つ必殺光線ミラクルビームを装備するようになった。
ハック
500万馬力のロボット。腕をロケット砲に換装可能。頭部に言語翻訳機を備えている。
キケロのジョー
幼少のころ、地球人に拾われて育てられたキケロ星人。体を丸めて岩のように変形する。その状態から貝殻のように小さくなることも可能。レンジャーケースを携帯。
アカネ隊員
パイオニアスクールの教官を務める宇宙物理学者。20歳。ムナトモ博士の助手だが、キャプテンたちと行動を共にすることも多い。変装が得意。光線銃を携帯。ジョーが故郷の星に帰還した後はシュピーゲル号のクルーとなる。
ケンジ
パイオニアスクールの生徒。13歳。好奇心旺盛で、勝手な行動に出てキャプテンを困らせることも多いが、彼の活躍で危機を乗り越えたこともある。
ムナトモ博士
シルバースターの長官で、キャプテンたちをサポートする科学者。50歳。

## メカニック
シュピーゲル号
ムナトモ博士の設計による光速宇宙艇。原子力、光子強力ロケットを装備。戦闘時には3機に分離するD3作戦を取る。レーザー砲、ミサイル、ワイヤーを装備。機体中央に位置するスリムな1号機はキャプテンが、銀色の瓦のような四角い形状をした2号機はジョー（後にアカネ隊員）が、2号機と同じ形状の3号機はハックが操縦する。
シュピーゲル号の「シュピーゲル」はドイツ語で「鏡」を意味し、その名の通り銀色に輝く長方形の鏡を連想させる形状をしている。3機が分離・合体するシュピーゲル号の撮影用には、1メートル超のミニチュアが用意された。
シルバースター
宇宙ステーション。光線砲とバリヤーを装備。11話では太陽ビーム砲を装備した。

## スタッフ
- プロデューサー：平山亨、植田泰治
- 脚本：放映リスト参照
- 監督：放映リスト参照
- 音楽：冨田勲
- 監修：都筑道夫、光瀬龍
- 撮影：下村和夫、高梨昇、瀬尾脩、西川庄衛、村上俊郎、山沢義一、林七郎
- 録音：岩田広一
- 照明：森沢淑明、酒井信雄、山本辰雄
- 美術：北郷久典、安井丸男
- 編集：大橋四郎、菅野順吉、松原映画
- 記録：小貫綮子、勝原繁子、佐久間淑子、宮瀬淳子、当摩浩子、高津省子、川村澪子、宮本衣子
- 助監督：館野彰、冨田義治、堀長文、折田至、田口勝彦、島崎喜美男、小林義明、杉野清史
- 進行主任：深沢道尚
- 現像：東映化学工業株式会社
- 特殊技術：矢島信男、小川康男、上村貞夫
  - 撮影：林迪雄、中村泰明、豊田収
  - 合成：山田孝、星野行彦
  - 操演：市倉正男、佐久間正光、水間正勝
  - 美術：入野達弥、井上繁、窪野博明、吹野志雄
  - 照明：大森康次、山本辰雄、酒井信雄、森沢淑明、橋本松之
  - 怪獣技術：阿部洋士
- 擬斗：久地明
- 制作：TBS、東映東京制作所

## キャスト
- キャプテン：中田博久
- アカネ：城野ゆき
- キケロ星人ジョー：小林稔侍（第12話まで）
- ハック：佐川二郎
- ケンジ：安中滋
- ムナトモ：伊沢一郎[注釈 1]
- ナレーター：室田日出男（1 - 2話）、桑原毅（現・桑原たけし）（3 - 12話）、家弓家正（13 - 24話）

## スーツアクター
出典：『テレビマガジン特別編集・巨大ヒーロー大全集』（講談社・1988年）30 - 37頁
- バンデル星人：二宮吉右衛門、乙黒一、二俣一義、向山勇勝、古山邦士
- バンデラー：並木喜一（第1、8話）
- ガルバン：桐島好夫（第3、8話）
- ブルコング：泉福之助（第4話）、木内博之（第8話）
- ゴースラー：川田信一
- メタリノーム：乙黒一
- ジャイアン：川田信一
- アメゴン：飛世賛治
- バクトン：小林重広
- キュドラ：霞涼二
- ウルゴン：二俣一義
- シャモラー：相沢孝吉
- ラジゴン星人：菊池輝夫
- メタリノーム：小林重忠（第22、23話）
- ウルゴン：渡辺孝夫（第22話）

## 主題歌・挿入歌
いずれも作詞：長田紀生、作曲：冨田勲である。
- 主題歌 （1-12話）「キャプテンウルトラ」 歌：ボーカル・ショップ、東京マイスタージンガー、上高田少年合唱団
- 挿入歌 （1-12話）「ハックとジョー」 歌：熊倉一雄、川久保潔
- 主題歌 （13-24話）「宇宙マーチ」 歌：ボーカル・ショップ

## 放送日程
| 放送日  | 放送回 | サブタイトル                                              | 登場怪獣他                                                    | ゲスト出演者 | 脚本              | 監督     | 特殊技術 |  |
| ------- | ------ | --------------------------------------------------------- | ------------------------------------------------------------- | --- | ----------------- | -------- | -------- |  |
| 4月16日 | 1      | バンデル星人襲来す （怪星獣バンデラーあらわる）           | バンデラー                                                    | 相馬剛三(X2号指揮官 役) 都健二、田川恒夫、北峰有二(シルバースター乗組員 役) 亀山達也、山田甲一(X2号乗員 役) | 高久進            | 佐藤肇   | 矢島信男 |  |
| 4月23日 | 2      | 宇宙ステーション危機一発 （怪星ロケットギンダーあらわる） | ギンダー                                                      | 都健二、田川恒夫、北峰有二(シルバースター乗組員 役) | 長田紀生          | 佐藤肇   | 矢島信男 |  |
| 4月30日 | 3      | 磁石怪獣ガルバンあらわる                                  | ガルバン                                                      | 菅沼正(トキオカ 役)、斉藤力 (ツキオカの部下 役)、西本雄司(ツキオカ・ハルオ 役)、畠山淑子(ツキオカ・チヅル 役)、 植田灯孝 (クロサキ 役) | 高久進            | 加島昭   | 矢島信男 |  |
| 5月07日 | 4      | 原始怪獣ブルコングあらわる                                | ブルコング                                                    | 植田灯孝(ヨシカワ博士 役)、岡野耕作(ミズノ 役)、久保比左志(ミズノ 役) | 長田紀生          | 加島昭   | 矢島信男 |  |
| 5月14日 | 5      | バンデル巨人あらわる!!                                    | バンデル巨人                                                  | 鈴木義征、木村修、泉福之助 (冥王星守備隊隊員 役) | 高久進            | 竹本弘一 | 小川康男 |  |
| 5月21日 | 6      | 怪兵器ゲバードあらわる                                    | ゲバード                                                      | サンディ.V.コリンズ(バンデル1号人間態 役)、北川恵一 (役)、川田信一 、高月忠 (シルバースター隊員 役)、北邑栄二、保坂礼二 (パイオニアスクール生徒 役) | 石津嵐 山田稔     | 山田稔   | 矢島信男 |  |
| 5月28日 | 7      | 原始怪獣ブルコングの逆襲                                  | ブルコング                                                    | 林昭夫 (コスモス1号艦長 役)、高須準之助 (コスモス1号乗組員 役) | 長田紀生          | 山田稔   | 矢島信男 |  |
| 6月04日 | 8      | 二大怪獣 火星都市にあらわる                               | 改造バンデラー ガルバン                                       | 大木史郎 (アキツキ市長 役)、山田人志 (テツオ 役)、都健二 (シルバースター隊員 役)、北峰有二 (軍人 役)、乙黒一 (管制官 役)、高月忠 (ロケット操縦士 役) | 高久進            | 加島昭   | 小川康男 |  |
| 6月11日 | 9      | 怪生物バンデルエッグあらわる                              | バンデルエッグ                                                | 八名信夫 (ジョン・スミス (密輸団のボス) 役)、三重街恒二、大槻憲、川田信一、木内博之、桐島好夫、比良元高 (スミスの部下/密輸業者 役) | 鈴木良武 伊東恒久 | 加島昭   | 小川康男 |  |
| 6月18日 | 10     | スパイロケット ワルダーあらわる!!                         | ワルダー                                                      | 北邑長務、北邑栄二 (パイオニアスクール生徒 役) | 辻真先            | 竹本弘一 | 小川康男 |  |
| 6月25日 | 11     | 四次元衛星ノズラーあらわる                                | ノズラー                                                      | 山田甲一、清見淳、小林勝也 (シルバースター隊員 役)、麻生みつ子 (バンデル星人代表の声 役)、小林妙子 (ミヤモト・ユカリ 役) | 長田紀生          | 田口勝彦 | 矢島信男 |  |
| 7月02日 | 12     | バンデル星人を撃滅せよ                                    | バンデル星人                                                  | 都健二 (シルバースター隊員 役)、乙黒一 (キケロ星人 役) | 高久進            | 竹本弘一 | 小川康男 |  |
| 7月09日 | 13     | まぼろし怪獣ゴースラーあらわる!!                          | ゴースラー                                                    | 今井健二(ヤマテ隊員 役)、山田甲一(ケンタウルス星隊員 役)、田川恒夫 (シルバースター隊員 役)、 北峰有二 (シルバースター隊隊員 役)、霞涼二 (キムラ先生の助手 役)、山浦栄 (シルバースター隊員 役)、乙黒一 (ケンタウルス星の隊員 役) | 大津皓一          | 佐藤肇   | 矢島信男 |  |
| 7月16日 | 14     | 金属人間メタリノームあらわる!!                            | メタリノーム                                                  | 三重街恒二(オガタ博士 役)、小倉一郎(ススム 役)、河合弦二 (ススムの父 役)、斉藤力、鈴木義征 (観測基地隊員 役)、加藤順一、保坂礼二 (パイオニアスクール生徒 役)、木内博之 (ロボット 役) | 加井嘉            | 佐藤肇   | 矢島信男 |  |
| 7月23日 | 15     | コメット怪獣ジャイアンあらわる                            | ジャイアン                                                    | 栗原正邦 (ヒロシ 役)、杉田優子(ミサコ 役)、相馬剛三(市長 役)、 (役)、岩城力也 (長官 役)、栗原正邦 (ヒロシ 役)、久保一 (長官の側近 役)、鈴木曉子 (ミサコの母 役)、高野隆志 (ミサコの父 役)、木村修、山浦栄、桐島好夫、萩原満 (警官 役) | 長田紀生 山崎充朗 | 竹本弘一 | 小川康男 |  |
| 7月30日 | 16     | 雷雨怪獣アメゴンあらわる!!                                | 宇宙原人 アメゴン                                             | 潮健児(古代の呪術師 役)、 君塚秀修 (ツトム 役)、杉義一 (支配人 役)、木村修 (ホテルマン 役)、高野隆志、斉藤力、仲塚康介、(ホテルの客 役)、 | 高久進            | 田口勝彦 | 小川康男 |  |
| 8月06日 | 17     | 合成怪獣バクトンあらわる!!                                | バクトン                                                      | 室田日出男(ツツミ博士 役)、塩屋浩三（ツツミ・シンイチ 役)、 大木史郎 (将校 役)、都健二 (司会者 役)、 久保比佐志 (警備員 役)、 真木亜沙子 (ツツミ博士の妻 役)、久地明 (警官 役) | 井口達 山崎充朗   | 田口勝彦 | 小川康男 |  |
| 8月13日 | 18     | ゆうれい怪獣キュドラあらわる                              | 分身キュドラ キュドラ                                         | 南祐輔 (タシロ博士 役)、花上晃 (クラキ 役)、井上博一、加藤脩 (ホサカ記者 役)、田沼瑠美子 (幽霊船の女 役)、吉田公利 (ジュン少年 役) | 長田紀生          | 富田義治 | 上村貞夫 |  |
| 8月20日 | 19     | 神話怪獣ウルゴンあらわる!!                                | ウルゴン                                                      | 小川真司(ユーリス 役)、関アケノ(ヘレナ 役)、 成瀬昌彦 (ゼノン 役)、 片山滉 (タレス 役)、伊達弘 (見張り役)、 木村修 (唖 役) | 金子武郎          | 富田義治 | 上村貞夫 |  |
| 8月27日 | 20     | スペクトル怪獣シャモラーあらわる!!                        | シャモラー                                                    | 稲吉靖 (イワフジ博士 役)、岡野耕作 (ハヤカワ船長 役)、桑原友美 (ハヤカワ・ユカリ 役)、桐島好夫、谷井仁、谷山成年、植田灯孝 (警官 役) | 高久進            | 田口勝彦 | 小川康男 |  |
| 9月03日 | 21     | 電波怪物ラジゴン星人あらわる!!                            | ラジゴン星人                                                  | 北峰有二、木川哲也 (K2号乗組員 役)、田川恒夫 (サトシの父 役)、安城由貴子 (サトシの母 役)、高須準之助, 斉藤力, 鈴木義征 (警官 役)、金子仁 (サトシ 役)、高橋治朗 (イサム 役)、出沢義正、池田朱美、美原亮二、草部浩二 (鑑識課員 役)、川田信一、西村裕、菊地茂一、鈴錦司、山下栄子 (テレビスタッフ 役)、山浦栄、長尾信、二宮吉右衛門 (記者 役)、都健二 (アナウンサー 役)、荒船行一 (イサムの父 役)、小甲登枝恵 (イサムの母 役)、高野隆志 (刑事 役) | 井口達            | 田口勝彦 | 小川康男 |  |
| 9月10日 | 22     | 怪獣軍団あらわる!!                                        | メタリノーム ゴースラー キュドラ アメゴン ウルゴン シャモラー | 相馬剛三(タキグチ司令官 役)、亀石征一郎(ハマダ隊員 役)、志麻ひろ子(マユミ隊員 役)、木村修、木内博之 (宇宙センター隊員 役)、北邑栄二、 保坂礼二 (パイオニアスクール生徒 役)、秋山敏 (808号船長 役)、清水輝夫、清見晃一 (808号乗組員 役)、松元陽一、菊地輝夫 (シルバースター隊員 役) | 高久進            | 山田稔   | 上村貞夫 |  |
| 9月17日 | 23     | くたばれ怪獣軍団!!                                        | メタリノーム ゴースラー キュドラ 分身キュドラ シャモラー      | 相馬剛三(タキグチ司令官 役)、亀石征一郎(ハマダ隊員 役)、志麻ひろ子(マユミ隊員 役)、木村修、木内博之 (宇宙センター隊員 役)、北邑栄二、 保坂礼二 (パイオニアスクール生徒 役)、秋山敏 (808号船長 役)、清水輝夫、清見晃一 (808号乗組員 役)、松元陽一、菊地輝夫 (シルバースター隊員 役) | 高久進            | 山田稔   | 上村貞夫 |  |
| 9月24日 | 24     | 行け！キャプテン 宇宙をこえて                             | プロメザウルスの化石                                          | 高見エミリー(ミユキ 役)、小林千恵(サユリ 役)、青木勇嗣、相良裕、石毛正義 (無限研究会会員 役) | 加井嘉            | 佐藤肇   | 矢島信男 |  |

## 放送局
- TBS：日曜 19:00 - 19:30
- 北海道放送：日曜 19:00 - 19:30[13]
- 岩手放送：日曜 19:00 - 19:30[13]
- 秋田テレビ：月曜 18:00 - 18:30 ※1972年に放送。[14]
- 山形放送：月曜 - 木曜 17:00 - 17:30 ※1970年に放送。[15]
- 東北放送：日曜 19:00 - 19:30[16]
- 福島テレビ：日曜 19:00 - 19:30[16]
- 静岡放送：日曜 19:00 - 19:30[17]
- 新潟放送：日曜 19:00 - 19:30[18]
- 北陸放送：日曜 19:00 - 19:30[18]
- 福井放送：木曜 18:00 - 18:30[19]
- 中部日本放送（現・CBCテレビ）：日曜 19:00 - 19:30[20]
- 山陽放送（現・RSKテレビ）：日曜 19:00 - 19:30

## 劇場版
キャプテンウルトラ（1967年7月21日公開）
第2話と第5話の再編集版。
「オールカラーで!東映まんがまつり」の一篇で、同時上映は『ひょっこりひょうたん島』（東映動画制作による長編アニメ映画版）、『黄金バット』（第一動画制作によるテレビアニメ版）、『魔法使いサリー』（東映動画）だった。

## 漫画版
- 週刊少年サンデー 1967年第8号から第38号まで連載。作画は小畑しゅんじ。

敵役としてバンデル星人が登場するのはテレビシリーズと同じだが、内容は大きく異なる。
漫画版では唯一単行本化されており、アケボノコミックス（曙出版）から1968年3月に第1巻、同年4月に第2巻がそれぞれ発売されたが、いずれも絶版。2005年10月からは「マンガショップ」より全1巻が発売されている。
- よいこ 1967年6月号から9月号まで連載。作画は井上英沖。
- 幼稚園 1967年5月号から11月号まで連載。作画は中城けんたろう。
- 小学一年生 1967年4月号から10月号まで連載。作画は井上英沖。
- 小学二年生 1967年4月号から10月号まで連載。作画は静岡けんじ。
- 小学三年生 1967年4月号から10月号まで連載。作画は 馬場秀夫。
- 小学四年生 1967年4月号から10月号まで連載。作画は井上英沖。
- 小学五年生 1967年4月号から10月号まで連載。作画は江波譲二
- 小学六年生 1967年4月号から10月号まで連載。作画は園田光慶。

## 映像ソフト化
いずれも発売元は東映ビデオ。
- ビデオ（VHS、セル・レンタル共通）はテレビシリーズの傑作選として、4巻・13話分を収録したものがリリースされている。
- LDは1993年5月25日から9月25日にかけて、全2巻（各巻3枚組・12話収録）がリリースされた。
- 2000年3月21日にVHSとLDで総集編『キャプテンウルトラメモリアル』が発売された[21]。
- DVDは2003年5月21日から8月8日にかけて、全2巻（各巻2枚組、Vol.1は13話、Vol.2は11話収録）がリリースされた[22]。Vol.2には映像特典として劇場版を初収録している[22]。
- 劇場版は上記テレビシリーズのDVD以外にも、「東映特撮ヒーロー THE MOVIE BOX」（2007年12月7日発売）[23]および「東映特撮ヒーロー THE MOVIE Vol.1」（2009年10月21日発売）[24]にも収録されている。

## ネット配信
映画『大怪獣のあとしまつ』公開に併せ、第14話「金属人間メタリノームあらわる!!」のみが2022年1月28日から2月6日まで、YouTubeの「東映特撮 YouTube Official」にて「怪獣セレクション」として配信された。
2023年4月3日からは同チャンネルで、毎週月曜日の22:00から2話まとめて1週間の期間限定で配信されている（第1話のみ最終配信まで）。